# قطعنامه ۵۱۸ شورای امنیت
قطعنامه ۵۱۸ شورای امنیت سازمان ملل متحد که در تاریخ ۱۲ اوت ۱۹۸۲ تصویب شد، سندی بین‌المللی دربارهٔ اسرائیل-لبنان است. این قطعنامه طی نشست ۲۳۹۲ام با ۱۵ موافق، ۰ مخالف و ۰ ممتنع تصویب شد.